# Brunella Carrafelli
Brunella Carrafelli (Roma, 16 settembre 1977) è una nuotatrice artistica italiana.

## Biografia
Nata a Roma nel 1977, a 18 anni ha partecipato ai Giochi olimpici di Atlanta 1996, nella gara a squadre con Ballan, Bianchi, Brunetti, Burlando, Carnini, Cecconi, Celli, Farinelli e Nuzzo, arrivando al 6º posto con 94.253 punti (32.807 nel tecnico e 61.446 nel libero).
L'anno successivo ha vinto la medaglia di bronzo nella gara a squadre agli Europei di Siviglia 1997.

## Palmarès

### Campionati europei
- 1 medaglia:
  - 1 bronzo (Gara a squadre a Siviglia 1997)